# Лисинский заказник
Лисинский заказник — государственный природный заказник. Расположен на территории Тосненского района Ленинградской области, в 5 км к юго-западу от Тосно. Площадь заказника — 28,2 тыс. га.

## История
Ещё в XVIII веке эти леса были причислены к заповедным корабельным лесам. С 1805 года лесной массив назывался Лисинской казённой дачей.Здесь в 1834 году было создано Учебно-опытное лесничество Лесного института. В нём работали выдающиеся русские лесоводы: Ф. К. Арнольд, Г. Ф. Морозов, Д. М. Кравчинский, М. М. Орлов, В. Н. Сукачёв и другие. В 1838 году здесь была создана специальная лесная школа. В ней готовились первые проекты лесоустройства и лесной мелиорации, новые системы рубок, были созданы лесной питомник, специальные лесные машины и разработана система комплексной переработки древесины и хвои.
В посёлке Лисино-Корпус по проекту Н. Бенуа были возведены Учебный корпус для практикантов Лесного института, Императорский охотничий дворец и Лисинская церковь. Лисинская казённая дача была одним из любимых мест охоты Александра II, который часто здесь отдыхал. 
В 1850 году в Лисино основали дендросад, в котором произрастают многие древесные интродуценты из разных уголков мира.
Заказник на этих землях создан решением исполнительного комитета Ленинградского областного Совета народных депутатов от 29 марта 1976 года. Постановлением правительства Ленинградской области от 16 октября 2012 года этот статус был подтверждён.
Цели создания заказника — сохранение массива старейшей базы научных исследований и преподавания для студентов Ленинградской лесотехнической академии им. С. М. Кирова. Объекты особой охраны заказника — эталоны ландшафтов и эталонные участки коренных еловых старовозрастных лесов, леса с участием широколиственных пород, верховые и переходные болота, виды растений, грибов и животных, занесённые в Красные книги, и их место обитания. Одной из целей заказника является ведение учебно-опытного комплексного лесного хозяйства.

## Физико-географическое описание
Ландшафты Лисинского заказника выделяются на несколько частей: дно озёрно-ледникового бассейна, сложенное четвертичными отложениями и покрытое лесной и болотной растительностью; участки еловых лесов; леса с участием широколиственных пород; верховые и переходные болота; пойменные и суходольные луга с редкими для региона видами растений; культуры лиственницы, опытные лесные культуры; места скоплений водоплавающих и околоводных птиц во время остановки на пролёте и в период гнездования на озере Кузнецовском; типы почв, занесённые в Красную книгу почв Ленинградской области;.
В заказнике преобладают еловые и сосновые леса, есть смешанные древостои с участием вяза и ясеня. Среди кустарников можно отметить такие виды как лещина, жимолость обыкновенная, волчье лыко. В Красную книгу Российской Федерации занесены 3 вида сосудистых растений — венерин башмачок настоящий (Cypripedium calceolus), пальчатокоренник балтийский и пальчатокоренник Траунштейнера (Dactylorhiza baltica и D. traunsteineri)

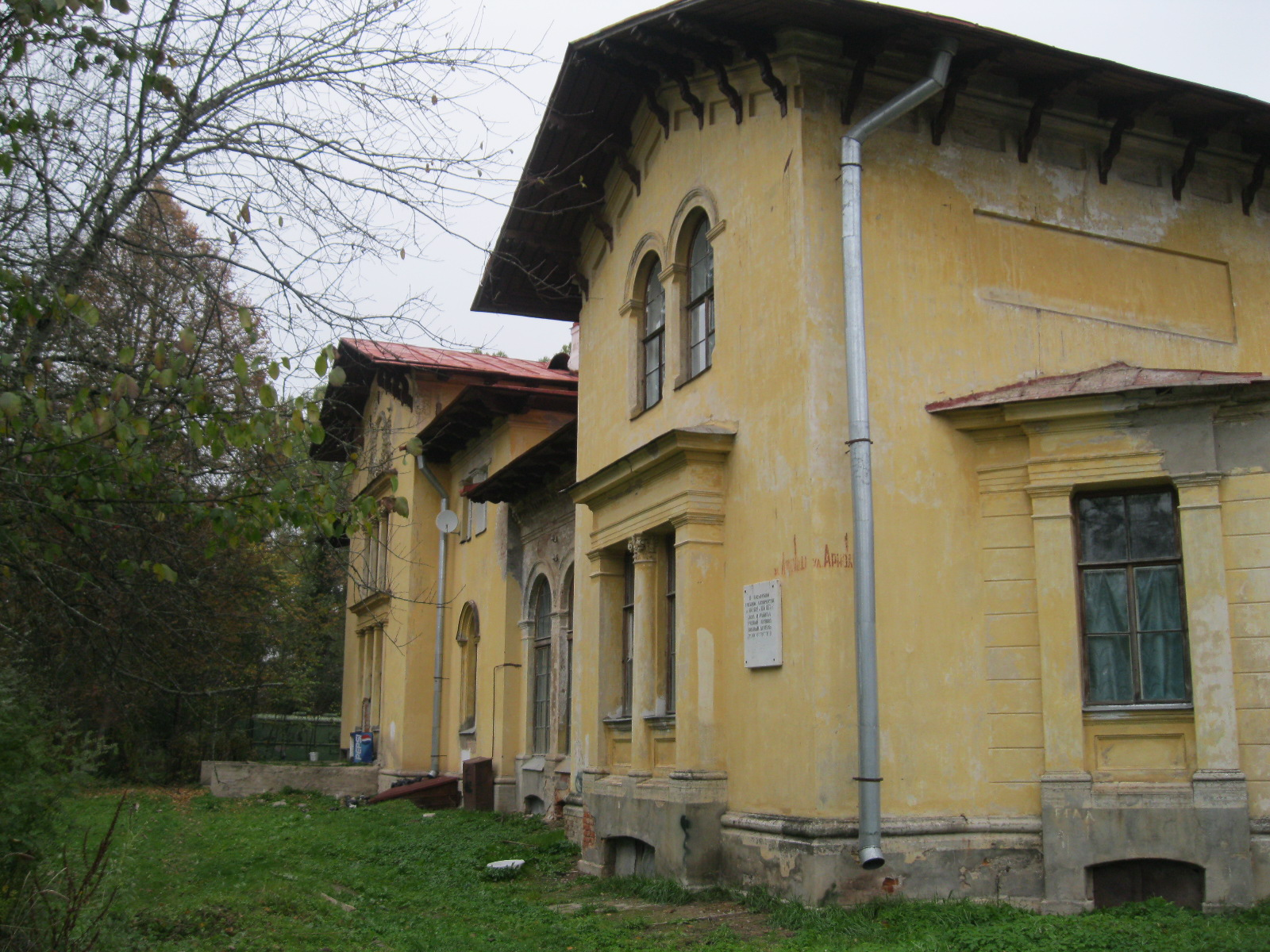
Лисинский охотничий дворец (2014 год)

Фауна заказника представлена в основном типичными лесными видами, а также водно-болотными и луговыми. Здесь существуют глухариные тока, обитают тетерев и рябчик, встречается среднерусская белая куропатка. Разнообразны дневные хищные птицы и совы. Встречаются и виды южного происхождения — обыкновенная горлица, клинтух, дубонос, ястребиная славка.
Из млекопитающих в заказнике обитают бурый медведь, волк, лисица, лесная куница, речная выдра, лось, кабан, белка, заяц-беляк, обыкновенная летяга, рыжая вечерница, водяная ночница. В Красную книгу Российской Федерации и/или Красную книгу Ленинградской области занесены несколько видов насекомых, 20 видов птиц большой кроншнеп (Numenius arquata), болотная сова (Asio flammeus), трёхпалый дятел (Picoides tridactylus), обыкновенный серый сорокопут (Lanius excubitor excubitor).

## Антропогенное воздействие и туризм
На территории заказника расположен населённый пункт Лисино-Корпус, а также частично окраины Форносово.
Через заказник проходят автомобильные дороги, связывающие Тосно и Вырицу с востока на запад, а также Форносово и Радофинниково с севера на юг. Кроме того, территорию пересекает железная дорога от Форносово по направлению к Великому Новгороду.
В заказнике оборудована экологическая тропа длиной 3 км. Маршрут начинается у стен Лисинского лесного колледжа, проходит по вязовой аллее, старому парку, через дендропарк и реку Лустовка. Маршрут оборудован информационными стендами и местами для отдыха.
На территории заказника запрещается: самовольная рубка деревьев и кустарников, устройство туристических и рекреационных стоянок, установка палаток и разведение костров вне специально отведенных мест, весенняя охота на акватории озера Кузнецовского и на прилегающей территории на расстоянии менее 200 м от уреза воды в этом озере, сбор, добыча охраняемых видов растений, грибов и животных.